# Morten Meldal
Pour les articles homonymes, voir Meldal (homonymie).
Morten P. Meldal (né le 16 janvier 1954 au Danemark) est un chimiste danois. Il est professeur de chimie à l'université de Copenhague au Danemark. Il est surtout connu pour avoir développé la réaction CuAAC-clic, concurrente mais indépendante de Valery V. Fokin et K. Barry Sharpless.
Meldal reçoit un tiers du prix Nobel de chimie 2022, conjointement avec Carolyn R. Bertozzi et Karl Barry Sharpless, « pour le développement de la chimie click et de la chimie bioorthogonale ».

## Biographie
Meldal obtient une licence et un doctorat en génie chimique de l'université technique du Danemark (DTU) ; ses travaux sont axés sur la chimie de synthèse des oligosaccharides. De 1983 à 1988, il est associé de recherche indépendant en chimie organique à la DTU et à l'université de Copenhague. En 1985 et 1986, il effectue des travaux postdoctoraux à l'Université de Cambridge ; il a été associé de recherche postdoctoral au Medical Research Council Center, Laboratory of Molecular Biology. En 1996, il est nommé professeur associé au DTU. Depuis 1998, il dirige le groupe de synthèse du Département de chimie du Laboratoire Carlsberg et depuis 1997, il dirige le Centre de chimie organique en phase solide et de réaction enzymatique (SPOCC).
Meldal développe plusieurs techniques et instruments technologiques pour la synthèse de peptides au début de sa carrière. Il développe la synthèse à colonnes multiples utilisée dans l'instrumentation de synthèse peptidique et organique ainsi que pour l'assemblage de grandes bibliothèques split-mix. Il présente d'abord la (cycloaddition) des acétylènes et des azotures utilisés dans les conjugaisons peptidiques et protéiques, dans les polymères et en sciences des matériaux. Le groupe de Meldal montre ensuite que cette réaction est complètement orthogonale à la majorité des chimies des groupes fonctionnels. Ils développent ensuite des supports solides qui facilitent la fusion de la chimie peptidique et peptidique organique en phase solide avec la biologie chimique en phase solide et la chimie des protéines.
Plus récemment, Meldal développe une technique de codage optique et se concentre sur la fusion de la chimie organique et de la chimie des peptides sur support solide. Il conçoit une gamme de nouvelles méthodes sur la génération d'ions N-acyl iminium que des bibliothèques combinatoires de ces composés ont générées et criblées pour les substances GPCR actives dans le criblage cellulaire sur billes.
En 2019, Meldal co-fonde la société Betamab Therapeutics ApS, basée sur le concept des bêta-corps, c'est-à-dire des peptides imitant les anticorps. Cependant, l'entreprise ferme en 2021.